# Eine außergewöhnliche Affäre
Eine außergewöhnliche Affäre ist ein deutscher Fernsehfilm aus dem Jahr 2002.

## Handlung
Das Lehrerehepaar Jochen und Ina Wenzel führt mit seinen Kindern ein glückliches Leben. Beide sind bei ihren Schülern außerordentlich beliebt und Ina soll sogar neue Direktorin der Schule werden. Eines Tages kommt der junge Lehrer Tom Leuthner an die Schule. Er beginnt, offen homosexuell zu leben, und Jochen merkt bald, dass er sich in Tom verliebt hat. Tom und Jochen beginnen eine leidenschaftliche Affäre. Als Ina dahinterkommt, folgt eine heftige Auseinandersetzung zwischen ihr und Jochen. Jochen bekennt sich schließlich zu Tom und verlässt seine Familie.

## Kritiken
„Melodram, dessen einstmals brisanter Stoff sich längst abgenutzt hat und das nur noch einer stereotypen Handlungsentwicklung dient.“

## Auszeichnungen
Der Film war zum Wettbewerb des Fernsehfilm-Festivals Baden-Baden 2002 eingeladen. Tatjana Blacher erhielt dort einen Sonderpreis für herausragende darstellerische Leistung. 